# Campo di battaglia
Pour plus de détails, voir Fiche technique et Distribution.
Campo di Battaglia est un film italien réalisé par Gianni Amelio, sorti en 2024.
Il est présenté en compétition à la Mostra de Venise 2024.

## Fiche technique
Sauf indication contraire, les informations mentionnées dans cette section peuvent être confirmées par la base de données cinématographiques IMDb,  présente dans la section « Liens externes ».
- Titre français : Campo di Battaglia
- Réalisation : Gianni Amelio
- Scénario : Gianni Amelio et Alberto Taraglio
- Décors : Rosalia Maria Lia Canino
- Costumes : Luca Costigliolo
- Montage : Simona Paggi
- Pays d'origine : Italie
- Format : Couleurs
- Genre : drame
- Durée : 104 minutes
- Dates de sortie :
  - Italie : 31 août 2024 (Mostra de Venise 2024), 5 septembre 2024 (sortie nationale)

## Distribution
- Alessandro Borghi : Stefano Zorzi
- Gabriel Montesi : Giulio Farrasi
- Melania Mennea : petite fille au mariage
- Giovanni Scotti : Vincenzo Tummino
- Federica Rosellini : Anna
- Vince Vivenzio : Vincenzo Fiorillo

## Distinction

### Sélection
- Mostra de Venise 2024 : sélection en compétition[1]